# 타만 미니 인도네시아 인다

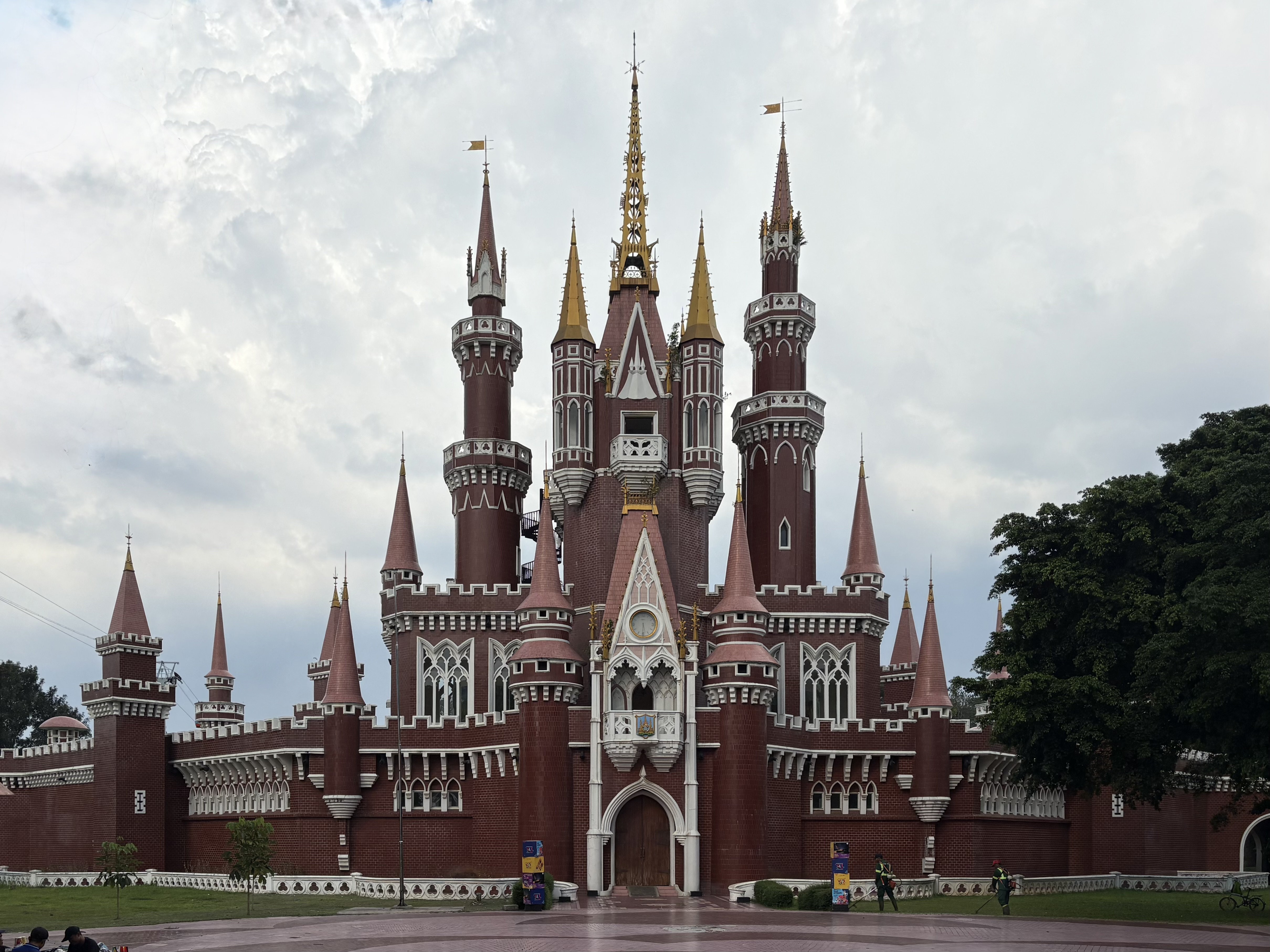

타만 미니 인도네시아 인다(Taman Mini Indonesia Indah) 또는 따만미니 인도네시아는 인도네시아 민속촌으로 아름다운 인도네시아의 공원이다. 이 공원은 1970년대 초 수하르토 대통령의 부인인 Ibu Tien Seoharto(이부 틴 수하르토) 여사의 재안으로 건설되었다. 자카르타에서 가장 각광받는 관광명소로 인도네시아 초·중·고학생들의 견학코스로도 유명하다.여기에 오면 인도네시아의 모든 것을 알 수 있을 정도로 100ha를 넘는 공간 내에 인도네시아 27개주 각 지방의 문화 및 주거 및 의상을 전체적으로 엿볼 수 있다. 또 공원 중앙에는 큰 인공호수가 있으며 그 안에는 인도네시아의 지도모양을 한 인공섬들이 지도처럼 꾸며져 있다.